# Lysandra elongata
Lysandra elongata är en fjärilsart som beskrevs av Tutt 1907. Lysandra elongata ingår i släktet Lysandra och familjen juvelvingar. Inga underarter finns listade i Catalogue of Life.